# Яндеба (река)
Я́ндеба — левый приток Свири, протекает по Ленинградской области, Подпорожский район.
Вытекает из Вонозера, находящегося в 16 км к югу от города Подпорожье. В Вонозеро впадает река Каковская.
Длина реки — 38 км (иначе: 36 км), площадь водосборного бассейна — 375 км², перепад высоты 78 м, удельное падение 2,2 м/км Среднегодовой расход воды в районе деревни Яндеба составляет 3,11 м³/с (данные наблюдений с 1919 по 1985 год). Устье реки находится в 88 км по левому берегу реки Свирь.
У реки Яндеба шли бои (части: 120-й, 189-й отдельные лыжные батальоны, 73-я морская стрелковая бригада).

## Описание реки
По данным путешественника Григория Кронина.
| Ориентир                                 | Расстояние от истока (км) | Урез воды (м) | Удельное падение на участке (м/км) |
| ---------------------------------------- | ------------------------- | ------------- | ---------------------------------- |
| Исток из Вонозера                        | 0                         | 95            |                                    |
| Мост автодороги Подпорожье — п/л Сосново | 7,5                       | 90            | 0,7                                |
| Мост в д. Возрождение                    | 16,5                      | 55            | 3,9                                |
| Мост железной дороги возле ст. Яндеба    | 19,5                      | 50            | 1,7                                |
| Мост автодороги в д. Яндеба              | 20,5                      | 50            | 0                                  |
| Мост автодороги Лодейное Поле — Вытегра  | 32                        | 19            | 2,7                                |
| Устье                                    | 36                        | 17            | 0,5                                |

К бассейну Яндебы относятся озёра: Урозеро, Палежма, а также Мульевские озёра.

## Данные водного реестра
По данным государственного водного реестра России относится к Балтийскому бассейновому округу, водохозяйственный участок реки — Свирь без бассейна Онежского озера, речной подбассейн реки — Свирь (включая реки бассейна Онежского озера). Относится к речному бассейну реки Нева (включая бассейны рек Онежского и Ладожского озера).
Код объекта в государственном водном реестре — 01040100712102000012707.